# 中田修
中田 修（なかた おさむ、1922年7月8日 - 2025年1月21日 ）は、日本の医学者、精神科医。専門は犯罪精神医学。東京医科歯科大学名誉教授。兵庫県津名郡野島村（現：淡路市野島）出身。農学者の中田正一は実兄。

## 略歴
- 1945年（昭和20年）東京帝国大学医学部卒業。

東京大学医学部精神科副手、東京拘置所医務部技官、東京都立松沢病院医員、東京都立梅ヶ丘病院医長などを歴任する。
- 1959年（昭和34年）東京医科歯科大学犯罪精神医学研究室助教授。
- 1965年（昭和40年）東京医科歯科大学犯罪精神医学教室教授。
- 1988年（昭和63年）定年により退官。名誉教授。

## 主な研究業績

### 飲酒試験における酩酊型の研究
精神鑑定のみならず、飲酒事故の多くについて、実際にどの程度の酒量があったのかを飲酒試験として再現し、裁判で証拠とされる場合が多い。
その際、飲酒試験に関する一定の方向性が示されていないことに注目し、それをまとめた点が際立つ。『飲酒試験における酩酊型の再現性』犯罪学雑誌60巻1号1994年によれば、飲酒試験に使用したアルコールの種類、酒量、酩酊型による再現性の差異と飲酒による健忘の問題についてまとめ、単純酩酊や複雑酩酊では再現性が高いが、病的酩酊では再現性が低いことを実証した。

### その他の業績
豊富な精神鑑定
大久保清連続殺人事件・横須賀線電車爆破事件の被告を始めとし、365例に上る精神鑑定について、鑑定助手、鑑定人として携わる（中田修『精神鑑定と供述心理』金剛出版1997年）。その中で、「間接自殺」という概念に該当すると思われる一例を日本で初めて鑑定した。
間接自殺とはロンブローゾが提唱した概念であり、『死を希望しているも果たせず、直接に自殺する代わりに死刑の執行を受ける意図のもと重大な犯行を犯すこと』と定義される（吉益脩夫、内村祐之監修『日本の精神鑑定』みすず書房1973年）。
この概念は、自殺が悪とされていた18世紀のキリスト教圏で流行したようであるが、日本では極めて珍しい症例であって特筆される。なお、江戸川乱歩が「新版 探偵小説の『謎』」（社会思想社現代教養文庫、初出1956年、P29）でロナルド・ノックスのこの動機による犯罪を扱った短篇小説に触れているが、「恐ろしく持って回った不思議な探偵小説」「（犯人は）実にまわりくどいことを考える」「断っておくがこれはアイロニカルな小説だが滑稽に書いてあるわけではない」という扱いである。
日本における被害者学の開祖
『メンデルソーンの被害者学』犯罪学雑誌24巻6号1958年として、日本に初めて被害者学を紹介した人物として知られている。しかし、著書『犯罪精神医学』金剛出版1972年の中で、この論文は吉益脩夫教授より勧められて発表したので、初めて概念を紹介したのは吉益教授であると語っている。